# Krčmársky potok (dopływ Hnilca)
Krčmársky potok – potok, dopływ rzeki Hnilec na Słowacji. Wypływa na wysokości około 950 m na północno-wschodnich stokach Havraniej skały (1156 m) i opływa ją po wschodniej stronie doliną Veľké Zajfy. Na wysokości około 850 m przyjmuje swój dopływ – Vráblovský potok, na krótkim odcinku płynie w kierunku wschodnim, a w końcowym odcinku w kierunku południowym doliną między szczytami Marčeková i Gačovská skala. Dawniej uchodził do Hnilca na wysokości około 780 m w osadzie Stratenská píla. Obecnie, wskutek wybudowania na Hnilcu w Dedinkach zapory wodnej podniósł się poziom wody i Krčmársky potok uchodzi do początku zbiornika Palcmanská Maša.   
Cała zlewnia Krčmárskiego potoku znajduje się w Słowackim Raju. Orograficznie prawe zbocza doliny  Krčmárskiego potoku tworzą wzniesienia Havrania skala i Marčekova (1101 m), lewe Vrábľová (986 m) i Gačovska skala (1113 m). Wzdłuż dolnego biegu potoku od jego ujścia w Stratenskiej píle prowadzi szlak turystyczny.
Szlaki turystyczne
  Stratená – Veľké a Malé Zajfy – Malé Zajfy – Pod Suchym vrchom. Czas przejścia: 1.20 h, ↓ 1.10 h